# Frechencourt Communal Cemetery
Frechencourt Communal Cemetery is een begraafplaats gelegen in de Franse plaats Frechencourt (Somme). De militaire graven worden onderhouden door de Commonwealth War Graves Commission.
De begraafplaats telt 57 geïdentificeerde Gemenebest graven uit de Eerste Wereldoorlog.